# Marc Vanrunxt
Marc Vanrunxt (1960) is een Belgische danser en choreograaf.

## Biografie
Vanrunxt studeerde van 1976 tot 1981 aan de dansschool van An Slootmaekers. Na zijn studie danste hij in haar gezelschap. In 1980 begon hij eigen werk te creëren. Hij bleef ook dansen voor andere choreografen, zoals Thierry Smits, Catherine Massin, Truus Bronkhorst en Jan Fabre. In 1982 assisteerde hij Fabre met de choreografie voor diens voorstelling Het is theater zoals te verwachten en te voorzien was. 
Hij werkte samen met artiesten uit andere disciplines, zoals componisten Serge Verstockt en Thierry Genicot, beeldende kunstenaars Anne-Mie Van Kerckhoven, Robert Cash en Danny Devos en danser en kostuumontwerper Eric Raeves. Koenraad Dedobbeleer is zijn vaste scenograaf. Sinds Antropomorf uit 1998, met Alexander Baervoets, introduceerde Vanrunxt andere choreografen, disciplines en idiomen in zijn groepswerken. Deze confrontatie vindt bij voorkeur zo laat mogelijk in het werkproces plaats, of zelfs op het podium. In 2010 maakte hij bijvoorbeeld de split screen choreografie For Edward Krasinski, samen met choreograaf Salva Sanchis. Beiden werkten onafhankelijk van elkaar een danssolo uit op muziek van pianist Yutaka Oya (ChampdAction), die Triadic Memories van Morton Feldman uitvoerde. De twee danspartijen werden pas vlak voor de première voor de eerste keer samen uitgevoerd. 
In 2001 richtte hij samen met Patrick Sterckx en choreograaf Alexander Baervoets de vzw Kunst/Werk op. Toen was dat de eerste organisatie voor dans die opgebouwd was rond het oeuvre van meer dan één choreograaf. Vanrunxt is gastdocent aan het Koninklijk Conservatorium Antwerpen, opleiding Dans. Sinds 2014 is hij ook gastdocent bij de afdeling Drama van de Koninklijke Academie voor Schone Kunsten van Gent.
Samen met Arco Renz maakte hij in 2013 Discografie voor danser Rob Fordeyn. Hij werkte ook geregeld samen met choreograaf Jan Martens, een voormalige leerling van de dansafdeling van het Antwerpse conservatorium. In 2013 maakten ze samen She Was A Visitor en in 2019 maakten ze de voorstelling lostmovements, met Martens als danser.Als choreograaf miste Martens het "om zelf te dansen en wilde weer dienstbaar worden aan de ideeën van een andere maker". De voorstelling ging "over de dansgeschiedenis", volgens Martens: "In het begin zetten we de ‘vergeten bewegingen’ van een hele groep choreografen in de spotlights." Lostmovements werd vertoond bij co-producent deSingel in Antwerpen en in Kunstencentrum Nona in Mechelen, Kunstencentrum STUK in Leuven, Het Toneelhuis in Antwerpen, Campo in Gent, Kaaitheater Brussel, CC De Factorij in Zaventem, Les Brigittines in Brussel, Internationaal Theater Amsterdam, Grand Theatre Groningen, Theater Rotterdam, Nouveau théâtre de Montreuil en Théâtre de l'Oiseau-Mouche in Parijs.
Voor de installatie/performance Dune Street Project (2014) werkte hij samen met beeldend kunstenaar Katleen Vinck. In een voormalig gebouw van de Antwerpse Elektriciteitsmaatschappij in de Duinstraat werd een installatie geplaatst, waarin Vanrunxt zelf gedurende drie dagen een performance gaf.
In 2015 maakte hij Real, So Real, met Marie De Corte en mezzosopraan Els Mondelaers, opnieuw met muziek van Morton Feldman. In 2015 werkte hij in het kader van Europalia met vier dansers uit Istanbul, voor Atmosphere, dat in première ging in het Kaaitheater.
Samen met Paul Verrept, schrijver en illustrator van kinderboeken, maakte Vanruxt het boek You must understand that we lived in an atmosphere of euphoria, youth and enthusiasm that can hardly be imagined today. Deze niet-chronologische reis doorheen zijn eigen oeuvre verscheen in 2020 bij uitgeverij Bebuquin.

## Werken
- Ballet in Wit (1988)[23]
- Most Recent (2002)
- Deutsche Angst (2005)[24]
- Raum (2006)[25]
- showtitle #63 BLACK MARK (2008)[26]
- Extraction (2009)[27]
- For Edward Krasinsky (2010)[28]
- Zeit (2011)[29]
- Automatisch[30] (2012)
- Only (2012)[31]
- Ghost Dances (2012)[32]
- Discografie (2013)[33]
- She Was a Visitor (2013)[34]
- Ende der Zukunft (2014)[35]
- L’Art Touche Au Ciel et à La Terre (2014)[36]
- 5 februari 2015 (2015)[37]
- Real, So Real (2015)[38]
- Atmosphere (2015)[39]
- Afraid (2015)[40]
- Golden living dreams of visions (2016)[41]
- Prototype (2017)[42]
- Mijn Lichaam van U (2017)[43]
- White on White (2018)[44]
- lostmovements (2019)[45]